# Rachida Ouerdane
Rachida Ouerdane (ar. رشيدة وردان; ur. 2 maja 1979) – algierska judoczka. Dwukrotna olimpijka. Zajęła dziewiąte miejsce w Pekinie 2008 i odpadła w eliminacjach w Atenach 2004. Walczyła w wadze średniej.
Uczestniczka mistrzostw świata w 2007 i 2009. Startowała w Pucharze Świata w 2001 i 2003. Wicemistrzyni igrzysk śródziemnomorskich w 2001 i trzecia w 2009. Triumfatorka igrzysk afrykańskich w 2007 i druga w 2003. Zdobyła srebrny medal na igrzyskach panarabskich w 1999. Sześciokrotna medalistka na mistrzostwach Afryki w latach 2000 - 2009.

## Letnie Igrzyska Olimpijskie 2004
| Konkurencja | Eliminacje         | Klas. końcowa |
| Konkurencja | Przeciwnik I       | Miejsce       |
| ----------- | ------------------ | ------------- |
| 70 kg       | Qin Dongya (CHN) P | I runda.      |

## Letnie Igrzyska Olimpijskie 2008
| Konkurencja | Eliminacje          | Repasaże                | Repasaże             | Klas. końcowa |
| Konkurencja | Przeciwnik I        | Przeciwnik I            | Przeciwnik II        | Miejsce       |
| ----------- | ------------------- | ----------------------- | -------------------- | ------------- |
| 70 kg       | Edith Bosch (NED) P | Sisilia Naisiga (FIJ) Z | Ronda Rousey (USA) P | 9.            |